# Yentl Schieman
Yentl Schieman, née le 22 mai 1986 à Kruiningen, est une actrice, chanteuse, auteure-compositrice-interprète, pianiste et artiste de cabaret néerlandaise.

## Filmographie

### Cinéma et téléfilms
- 2011 : e meisjes van Thijs : Ank
- 2011 : A'dam - E.V.A. (nl) : Veerle
- 2011 : Seinpost Den Haag (nl) : Jessica
- 2014 : Hollands Hoop (nl) : La serveuse de la crêperie
- 2015 : De overkant (nl) : La sœur

## Discographie

### Album studio
Avec son duo musical Yentl en de Boer (nl) (avec Christine de Boer),
- 2018 : Morph (sorti le 9 novembre 2018)[4]